# 石田嘉代
石田 嘉代（いしだ かよ、1986年6月18日 – ）は、日本の女性声優。ケンユウオフィス所属。東京都葛飾区亀有出身。

## 略歴
東京都葛飾区亀有で生まれ、下町で育つ。
小学校時代の頃からテレビっ子であり、テレビドラマ、テレビアニメを見ており、演じることに興味があった。職業としての声優を知った時に「声だけで演じるということは逆に難しい」と思い、声優に興味を持ち、小学校時代の頃から憧れていたという。
勝田声優学院、talk back養成所卒業。

## 人物
特技は歌（ロック・ポップス・合唱など）。趣味は音楽鑑賞、タップダンス。

## 出演
太字はメインキャラクター。

### テレビアニメ
2010年
- しまじろう ヘソカ
- NARUTO -ナルト- 疾風伝（ウナギ、タジ、アカデミーの生徒）

2011年
- ましろ色シンフォニー（調理実習講師）
- 魔乳秘剣帖（女将、霧乃）

2013年
- トレインヒーロー（ナタリア）
- ビビッドレッド・オペレーション（渡辺由衣、生徒B、クラス委員長、水着の音声、看護師）

2016年
- ブレイブウィッチーズ（ヴァルトルート・クルピンスキー）
- 虹色デイズ（夏樹 母）

2018年
- からくりサーカス（2018年 - 2019年、馬麗娜〈マァリィナ〉）

2020年
- 織田シナモン信長（主婦）
- GO!GO!アトム
- NOBLESSE -ノブレス-（ロザリア・エレノール）

2021年
- ワールドウィッチーズ発進しますっ!（ヴァルトルート・クルピンスキー）

2024年
- 最強タンクの迷宮攻略〜体力9999のレアスキル持ちタンク、勇者パーティーを追放される〜（リュテル）
- わんだふるぷりきゅあ!（友真の母）

2025年
- 人妻の唇は缶チューハイの味がして（桐原紗莉） - オンエア版

### 劇場アニメ
- 豆富小僧（2011年）

### OVA
- ブレイブウィッチーズ ペテルブルグ大戦略 （2017年、ヴァルトルート・クルピンスキー[10][11]）

### ゲーム
2008年
- アーミー オブ ツー（メイリン）

2009年
- NINJA BLADE
- はじめて三国志王子（諸葛亮孔明）

2010年
- イナズマイレブン3 世界への挑戦!!（イタリア女性）
- ファイト一発! 充電ちゃん!! CC
- みんなのテニス ポータブル（インストラクター）

2011年
- ノーブルリージュ!（コルネ）
- マブラヴ オルタネイティヴ クロニクルズ 憧憬（オペレーターB）

2012年
- アサシン クリード III レディ リバティ（クラウディ・アウディトーレ）
- タイムトラベラーズ（神谷陽太）
- 真・三國無双6 Empires（エディット音声〈勝気2、勇敢2〉）
- Borderlands 2（JackLady1 他）

2013年
- The Last of Us
- Dragon's Dogma

2014年
- 朧村正（汐巻、綱手姫）※別売ダウンロードコンテンツ「七夜祟妖魔忍伝」に出演
- 朧村正 鬼娘－角隠女地獄（百姓女）
- KILLZONE SHADOW FALL
- 黒雪姫〜スノウ・ブラック〜（ジャンヌ＝ブッシュ） - 2作品

2015年
- 刻のイシュタリア（煉獄の罪姫アルマロス、戦禍の魔女イリス、暴猿王ヴァーリン）
- 地球防衛軍 4.1 THE SHADOW OF NEW DESPAIR（ウイングダイバー隊）

2016年
- グラナド・エスパダ（ベッキー）
- スターオーシャン5 Integrity and Faithlessness（イセリア・クィーン）

2017年
- 天空のクラフトフリート（ヘルマ）
- ホライゾン ゼロ・ドーン

2018年
- 逆転オセロニア（三蔵法師）
- ファイティングEXレイヤー（プルム・プルナ）
- ブレイドスマッシュ（ヒルダ、アオイ）

2019年
- コール オブ デューティ モダン・ウォーフェア（ライオンズ海兵隊中将〈デブラ・ウィルソン〉）
- ドラゴンクエストXI 過ぎ去りし時を求めて S
- RAGE 2（リリー・ブローリー）

2020年
- The Last of Us Part II（女の民兵）
- ワールドウィッチーズ UNITED FRONT（ヴァルトルート・クルピンスキー）

2023年
- 薔薇と椿 〜お豪華絢爛版〜（椿小路静香、椿小路椿、ウィン・ブルボン、家政婦A、ネブル、ルミッサ小杉）
- Tower of Fantasy（幻塔）（南音）

2024年
- アークナイツ（アンダーフロー）

2025年
- 無期迷途（パフェ）

### ドラマCD
- 愛と欲望は学園で5（夜京儀の母[2]）
- 裏切りは僕の名前を知っている2（碓氷の母[2]）
- オトコ心（女）
- カテキョ!（倫太郎の母）
- かわいい悪魔（女生徒C[2]）
- 黒い竜は二度誓う（女性[2]）
- ご主人様と犬2（ナレーター[2]）
- 彩雲国物語 恋愛指南争奪戦!（女官[2]）
- 私説三国志 天の華・地の風 完全版（幼い頃の諸葛亮孔明）
- ファミリー・バイブル（野田恭子）
- ブレイブウィッチーズ（ヴァルトルート・クルピンスキー）
  - ウィッチーズ・ボイスレポートCD[22]※BD&DVD 第4巻特典
  - 秘め歌コレクション  録り下ろしドラマCD[23]※Vol.1&Vol.2 Amazon同時購入特典
  - Prequel2 オラーシャの幻影[24]※オリジナルドラマCD付き同梱版
  - ドラマCD「ブレイクアップ・ウィッチーズ」[25]※BD&DVD Vol.3 先着予約・購入特典
- リバースエンド2&3（ミチタテの母[2]）

### 吹き替え

#### 担当女優
イ・シヨン
- イタズラなKiss〜Playful Kiss〜（ユン・ヘラ）
- Sweet Home -俺と世界の絶望-（ソ・イギョン）
- セレブの誕生（プ・テヒ）
- 花より男子〈韓流版〉（オ・ミンジ〈三条桜子〉）

#### 映画
- アイ・スピット・オン・ユア・グレイヴ3（マーラ〈ジェニファー・ランドン〉）
- アイス・クエイク
- アドレナリン・ブレイク（ジョイ[2]）
- アルマゲドン2012 マーキュリー・クライシス（エリカ[2]）
- 裏切りのサーカス（イリーナ〈スヴェトラーナ・コドチェンコワ〉）
- 映画は映画だ（ホステス[2]）
- エクスペリメント（ベイ〈マギー・グレイス〉）
- おとなの恋には嘘がある
- 俺たちの街（幼少ヒョイ[2]）
- 最強彼女（天気キャスター[2]）
- ザ・クリーナー 消された殺人
- サニー 永遠の仲間たち（チュナ〈カン・ソラ〉[2]）
- 三銃士/王妃の首飾りとダ・ヴィンチの飛行船 ※テレビ朝日版
- シェルター
- シャーロック・ホームズ ※テレビ朝日版
- シャザム!（グローバー[26]）※劇場公開版
- ジャックはしゃべれま1,000
- シャネル&ストラヴィンスキー（セオドア[2]）
- スペイン一家監禁事件
- ゼロ タウン 始まりの地（ファヘッド〈アブダラ・エル・アカル〉[2]）
- 捜査官X（シュウの妻〈リー・シャオラン〉）
- ダークナイト ライジング（メイド[2]）
- ダイアナ（ナスリン〈リアンダ・レビー）[2]）
- タイタンの逆襲（ヘレイオス〈ジョン・ベル〉[2]）
- ダブル・ミッション
- だれもがクジラを愛してる。（ケリー・マイヤーズ〈ヴィネッサ・ショウ〉）
- DJにフォーリンラブ（ニッキー[27]）
- デッド・シティ2055（レプリカント・ケリー〈アンビル・チルダーズ〉[2]）
- 21ジャンプストリート（モリー〈ブリー・ラーソン〉）
- トロール・ハンター（ヨハンナ〈ヨハンナ・モールク〉）
- ネバー・サレンダー 肉弾凶器
- ハーブ（不良女子高生[2]）
- パーフェクト・トラップ（エレナ〈エマ・フィッツパトリック〉）
- パイレーツ・オブ・カリビアン/生命の泉（法廷の女性 他[2]）
- パウンド（オマールの女[2]）
- バレッツ
- ハングオーバー!! 史上最悪の二日酔い、国境を越える（ステファニー・ウィネック〈ジリアン・ヴィグマン〉[2]）
- ハングオーバー!!! 最後の反省会（タイラー〈ジェイドの息子〉〈グラント・ホルムクィスト〉[2]）
- P2（ジミー、ローズ）[2]
- ピラニア3D（グッドマン夫人〈デブラ・コーウィン〉）
- フィースト2/怪物復活（バイカー・クイーン〈ダイアン・ゴールドナー〉[2]）
- フランケンウィニー（生徒[2]）
- ブラック・スワン[2]
- プリースト
- ヘンリー・アンド・ザ・ファミリー（パトリシア〈幼少期〉）
- 抱擁のかけら（ディエゴ〈幼少期〉、読唇術師）[2]
- ホワイトハウス・ダウン（メラニー〈レイチェル・レフィブレ〉[28]）
- マダム・マロリーと魔法のスパイス
- マット・ルブランの元気か〜い?ハリウッド!（ウェンディ）
- 魔法の館エバーモア（ベラ〈ジョージア・ロック〉）
- 密告・者
- ミッション:インポッシブル/ゴースト・プロトコル（IMF通信員[2]）
- モデルズ・オブ・ランウェイ（ブランダイス）
- モンゴル（ムカリ・テムルン[2]）
- 山猫は眠らない4 復活の銃弾（エレン・アブラモウィッツ〈アナベル・ライト〉）
- リーサル・ウェポンシリーズ ※追加吹き替え分
  - リーサル・ウェポン
  - リーサル・ウェポン2
  - リーサル・ウェポン3
- リトル・ゴースト オバケの時計とフクロウ城の秘密（カール〈ヨナス・ホルデンリーダー〉）
- レモネード・マウス
- ロードナンバーワン[2]

#### ドラマ
- iCarly
- アメリカン・ゴシック 〜偽りの一族〜（ソフィー・ホーソーン〈ステファニー・レオニダス〉）
- ALPHAS/アルファズ
- アンダーカバー・ボス 社長潜入調査 #4
- アンダー・ザ・ドーム（アンジー・マカリスター〈ブリット・ロバートソン〉[2]）
- 美男〈イケメン〉ラーメン店
- インジャスティス 〜法と正義の間で〜
- ヴェロニカ・マーズ（ダーシー〈コートニー・ドレイパー〉[2]）
- NCIS:LA 〜極秘潜入捜査班 シーズン3（エヴァ・エスピノーザ〈アメリカ・オリーヴォ〉）
- 女刑事マーチェラ（アレックス・ダイヤー刑事〈チャーリー・コベル〉）
- 科学ファミリー ラボラッツ（ターシャ・ダベンポート〈エンジェル・パーカー〉）
- カインとアベル（イ・ソヌ〈少年期〉、ヤン・ドンミ〈カン・スミン〉）[2]
- 恐竜ドラマSF プライミーバル（無線の声 他）
- ギルモア・ガールズ
- キャッスル 〜ミステリー作家は事件がお好き シーズン2・3
- GALACTICA/ギャラクティカ シーズン3〜4（ハイブリッド、バロレイ）[2]
- KING兄弟（ラニー[2]）
- クイーン・メアリー 愛と欲望の王宮‐決断‐ （エリザベス〈レイチェル・スカーステン〉[29]）
- グレイズ・アナトミー6（ケルシー〈ダニエル・パナベイカー〉）
- 刑事トム・ソーン 声なき目撃者
- 刑事トム・ソーン2 臆病な殺人者
- ゴーティマー・ギボン 〜ふしぎな日常〜（クレア・ギボン〈ロビン・ライヴリー〉[2]）
- 恋して悪魔〜ヴァンパイア☆ボーイ〜
- 項羽と劉邦 King's War（嫺）
- 荒野のピンカートン探偵社（ケイト・ウォーン〈マーサ・マックアイサック〉[2]）
- CSI:12 科学捜査班 #5（ティファニー・パンフォード）
- CSI:ニューヨーク5 #21（リポーター[2]）
- しあわせの処方箋
- シー・ハルク:ザ・アトーニー（マディスン）
- 主任警部アラン・バンクス #2, #3
- 情熱のシーラ（ジャミーラ〈アルバ・フローレス〉[2]）
- ジ・アメリカンズ シーズン2 #3, #4
- ジャッカルの日（ビアンカ・プルマン〈ラシャーナ・リンチ〉）
- 私立探偵ヴァルグ（アンナ〈カテリーネ・ファーゲルラン〉[2]）
- SUITS/スーツ5 #8
- スキャンダル2 託された秘密
- スターゲイト アトランティス シーズン3（コール医師〈キャロライン・ケイブ〉[2]）
- ストライクバック:極秘ミッション シーズン2&3（レベッカ・レヴィー〈リン・ルネ〉[2]）
- パルス（ハーパー〈ジェシー・イェーツ〉）
- 続ハリーズ・ロー 裏通り法律事務所
- TOUCH/タッチ
- テラノバ/Terra Nova #3
- 超能力ファミリー サンダーマン シーズン2（マディソン〈ブルック・ソレンソン〉[2]）
- Dr.HOUSE シーズン4（アイリーン〈アズラ・スカイ〉[2]）
- ドレイク&ジョシュ（タバサ[2]）
- NIKITA / ニキータ（キャサリン・スペンサー大統領〈ミシェル・ノルデン〉[2]）
- PERSON of INTEREST 犯罪予知ユニット #7
- プライベート・プラクティス5
- ブラザーズ&シスターズ
- THE FLASH/フラッシュ（ショーナ / ピーカブー〈ブリトニー・オールドフォード〉[2]）
- BONES シーズン6〜10
- ボディ・オブ・プルーフ 死体の証言（ニーナ・ウィーラー〈シェリー・ソーン〉）
- マーベル ランナウェイズ （ガート・ヨークス[30]）
- ユーリカ シーズン3
- ライ・トゥ・ミー 嘘は真実を語る（ケイ[2]）
- リンガー 〜2つの顔〜
- 私と彼とマンハッタン（デイナ・ホプキンズ〈リオ・ティプトン〉[2]）
- 私はラブ・リーガル2
- 私はラブ・リーガル6（コートニー〈ローレン・ブラウン〉[2]）

#### アニメ
- アイドルプリンセス★ロリロック
- アルティメット・アベンジャーズ（ベティ）
- ザ・スーパーマリオブラザーズ・ムービー
- 三人の騎士の伝説（ザンドラ）
- ジェネレーター・レックス（サーシー）
- ちいさなプリンセス ソフィア（エロディ）
- ティンカー・ベルと流れ星の伝説（モーガン）
- ドラゴンエイジ: 罪のあがない（ミリア）
- ニセものバズがやって来た（ロクシー・ボクシー）
- ネクスト・アベンジャーズ: 未来のヒーローたち（ベティ・ロス）
- 勇者ソー 〜アスガルドの伝説〜（シフ）※DVD&BD版
- ファングボーン
- LEGO スター・ウォーズ エンパイア・ストライクス・アウト

#### その他
- アプレンティス3/セレブたちのビジネス・バトル（セリータ・イーバンクス）
- プロジェクト・ランウェイ シーズン7、16（ミラ・ヘルマノフスキ[31]）

### 映像商品
- 「ブレイブウィッチーズ」エンディング・テーマ コレクション DVD付き限定盤（2016年）[32]※キャスト対談
- ブレイブウィッチーズ Blu-ray&DVD特別編 スペシャル映像特典 Barかよ出張版 501&502合同ブリーフィング（2017年）[11]

### 実写映画
- クローズドノート（2007年）
- パッチギ! LOVE&PEACE（2007年）

### ナレーション
- サキよみ ジャンBANG!（テレビ東京）

### ボイスオーバー
- アニマルプラネット「アメリカにいた絶滅動物を追え」（NHK総合、ブラウン[2]）
- 奇跡体験!アンビリバボー（フジテレビ[2]）
- 白熱教室（NHK総合、ジュデス等[2]）
- BBC地球伝説（BS朝日）
- BS世界のドキュメンタリー（NHK-BS1）
- プラネット・ツアー〜地球が文明を作った（BS朝日、アファガ[2]）
- 夢を叶える発見ショー（ディスカバリーチャンネル、ダイアナ等[2]）

### オーディオブック
- ライフシフト 2: 100年時代の行動戦略（2022年、朗読）
- 超釈 北斎春画かたり（2022年、朗読）
- ヒポクラテスの誓い（2023年、朗読）
- ふしぎ駄菓子屋 銭天堂（2023年 - 2024年、朗読）

### 舞台
- 音楽劇 クリスマス・キャロル（2016年12月、六本木俳優座劇場）

## ディスコグラフィ

### キャラクターソング
| 発売日         | 商品名                                                                                                 | 歌 | 楽曲                                                  | 備考                                                                 |
| -------------- | --- | --- | ----------------------------------------------------- | -------------------------------------------------------------------- |
| 2016年12月21日 | TVアニメ「ブレイブウィッチーズ」エンディング・テーマ コレクション「Little Wing～Spirit of LINDBERG～」 | ヴァルトルート・クルピンスキー（石田嘉代）、ニッカ・エドワーディン・カタヤイネン（高森奈津美）、管野直枝（村川梨衣） | 「LITTLE WING～Spirit of LINDBERG～ Vol.8」           | テレビアニメ『ブレイブウィッチーズ』エンディングテーマ               |
| 2016年12月21日 | TVアニメ「ブレイブウィッチーズ」エンディング・テーマ コレクション「Little Wing～Spirit of LINDBERG～」 | 雁淵孝美（末柄里恵）、管野直枝（村川梨衣）、ニッカ・エドワーディン・カタヤイネン（高森奈津美）、ヴァルトルート・クルピンスキー（石田嘉代）、アレクサンドラ・イワーノヴナ・ポクルイーシキン（原由実）、ジョーゼット・ルマール（照井春佳）、下原定子（水谷麻鈴）、エディータ・ロスマン（五十嵐裕美）、グンドュラ・ラル（佐藤利奈）                         | 「LITTLE WING～Spirit of LINDBERG～ Vol.11」          | テレビアニメ『ブレイブウィッチーズ』エンディングテーマ               |
| 2016年12月21日 | TVアニメ「ブレイブウィッチーズ」エンディング・テーマ コレクション「Little Wing～Spirit of LINDBERG～」 | 雁淵ひかり（加隈亜衣）、雁淵孝美（末柄里恵）、管野直枝（村川梨衣）、ニッカ・エドワーディン・カタヤイネン（高森奈津美）、ヴァルトルート・クルピンスキー（石田嘉代）、アレクサンドラ・イワーノヴナ・ポクルイーシキン（原由実）、ジョーゼット・ルマール（照井春佳）、下原定子（水谷麻鈴）、エディータ・ロスマン（五十嵐裕美）、グンドュラ・ラル（佐藤利奈） | 「LITTLE WING～Spirit of LINDBERG～ Vol.12」          | テレビアニメ『ブレイブウィッチーズ』エンディングテーマ               |
| 2017年3月8日   | ブレイブウィッチーズ秘め歌コレクション Vol.2                                                           | ヴァルトルート・クルピンスキー（石田嘉代） | 「Grape Juice」 「LITTLE WING〜Spirit of LINDBERG〜」 | テレビアニメ『ブレイブウィッチーズ』関連曲                           |
| 2017年3月8日   | ブレイブウィッチーズ秘め歌コレクション Vol.2                                                           | ニッカ・エドワーディン・カタヤイネン（高森奈津美）、管野直枝（村川梨衣）、ヴァルトルート・クルピンスキー（石田嘉代） | 「ピースメーカー」                                    | テレビアニメ『ブレイブウィッチーズ』関連曲                           |
| 2017年7月12日  | 「ブレイブウィッチーズ」秘め歌コレクション Vol.6                                                       | ヴァルトルート・クルピンスキー（石田嘉代）、グンドュラ・ラル（佐藤利奈） | 「Dear My Freja」                                     | テレビアニメ『ブレイブウィッチーズ』関連曲                           |
| 2017年7月12日  | 「ブレイブウィッチーズ」秘め歌コレクション Vol.6                                                       | ヴァルトルート・クルピンスキー（石田嘉代）、エディータ・ロスマン（五十嵐裕美） | 「Heart」                                             | テレビアニメ『ブレイブウィッチーズ』関連曲                           |
| 2021年4月7日   | ワールドウィッチーズ発進しますっ！ 第502統合戦闘航空団発進しますっ！                                   | ヴァルトルート・クルピンスキー（石田嘉代）、エディータ・ロスマン（五十嵐裕美） | 「Awesome days!」                                     | テレビアニメ『ワールドウィッチーズ発進しますっ！』エンディングテーマ |
| 2021年4月7日   | ワールドウィッチーズ発進しますっ！ 第502統合戦闘航空団発進しますっ！                                   | 第502統合戦闘航空団 | 「Awesome days!」                                     | テレビアニメ『ワールドウィッチーズ発進しますっ！』エンディングテーマ |

### シリーズ一覧
1. ↑  『黒雪姫〜スノウ・ブラック〜』『黒雪姫〜スノウ・マジック〜』[14]（2014年）

### 初出話一覧
1. ↑  第1話初出
2. ↑  第19話初出
3. 1 2  第8話初出
4. ↑  第2話初出
5. ↑  第6話初出
6. ↑  第31話初出

### ユニットメンバー
1. ↑  雁淵ひかり（加隈亜衣）、雁淵孝美（末柄里恵）、管野直枝（村川梨衣）、ニッカ･エドワーディン･カタヤイネン（高森奈津美）、ヴァルトルート･クルピンスキー（石田嘉代）、アレクサンドラ･Ｉ･ポクルイーシキン（原由実）、ジョーゼット･ルマール（照井春佳）、下原定子（水谷麻鈴）、エディータ･ロスマン（五十嵐裕美）、グンドュラ･ラル（佐藤利奈）